# Medina Elvira (site archéologique)
Medina Elvira ou Madinat Ilbira est une ancienne ville de la plaine de Grenade. Son occupation commence à l'époque romaine tardive, continue à l'époque visigothe, et se développe notablement à l'époque maure.

## Localisation
Medina Elvira est à cheval sur les communes de Pinos Puente et d'Atarfe,.

## Toponymie
Le site aurait d'abord été appelé Qastella, Gazela, Castilia ou Qastiliya. A l'époque maure il est appelé Médine Elvira ou Madinat Ilbira,.

## Description
La zone archéologique a une superficie de 332,226 ha.

## Histoire
La période d'Al-Andalus concerne cette cité du VIIIe au XIe siècle.
En 2005 le gouvernement d'Andalousie a approuvé un vaste projet de recherches sur le site. Une équipe de recherche nommée "Toponimia, Historia y Arqueología del Reino de Granada" (Toponymie, Histoire et Archéologie du Royaume de Grenade) a étudié le processus de transformation de la ville depuis l'Antiquité tardive jusqu'au début du Moyen Âge.
Une exposition du 4 octobre 2013 au 16 février 2014 au  Leonardo Exhibition Hall du Parc des sciences (Parque de las Ciencias) de Grenade, a présenté ces résultats.

Objets provenant de Medina Elvira
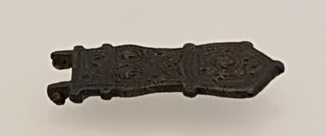
Plaque de boucle de ceinture, VIIe s. Musée archéologique de Grenade
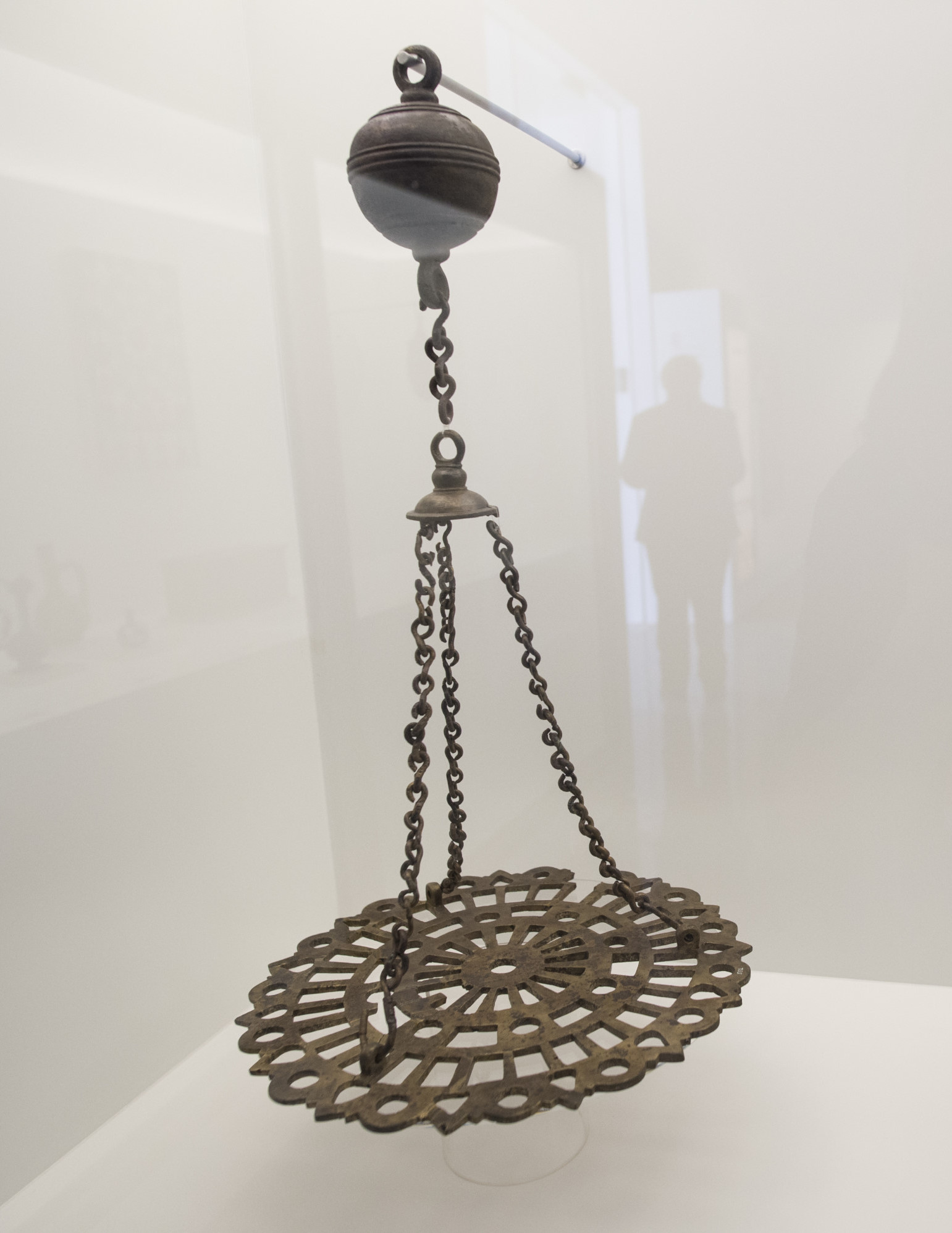
Lampe à soucoupe. Musée archéologique de Grenade
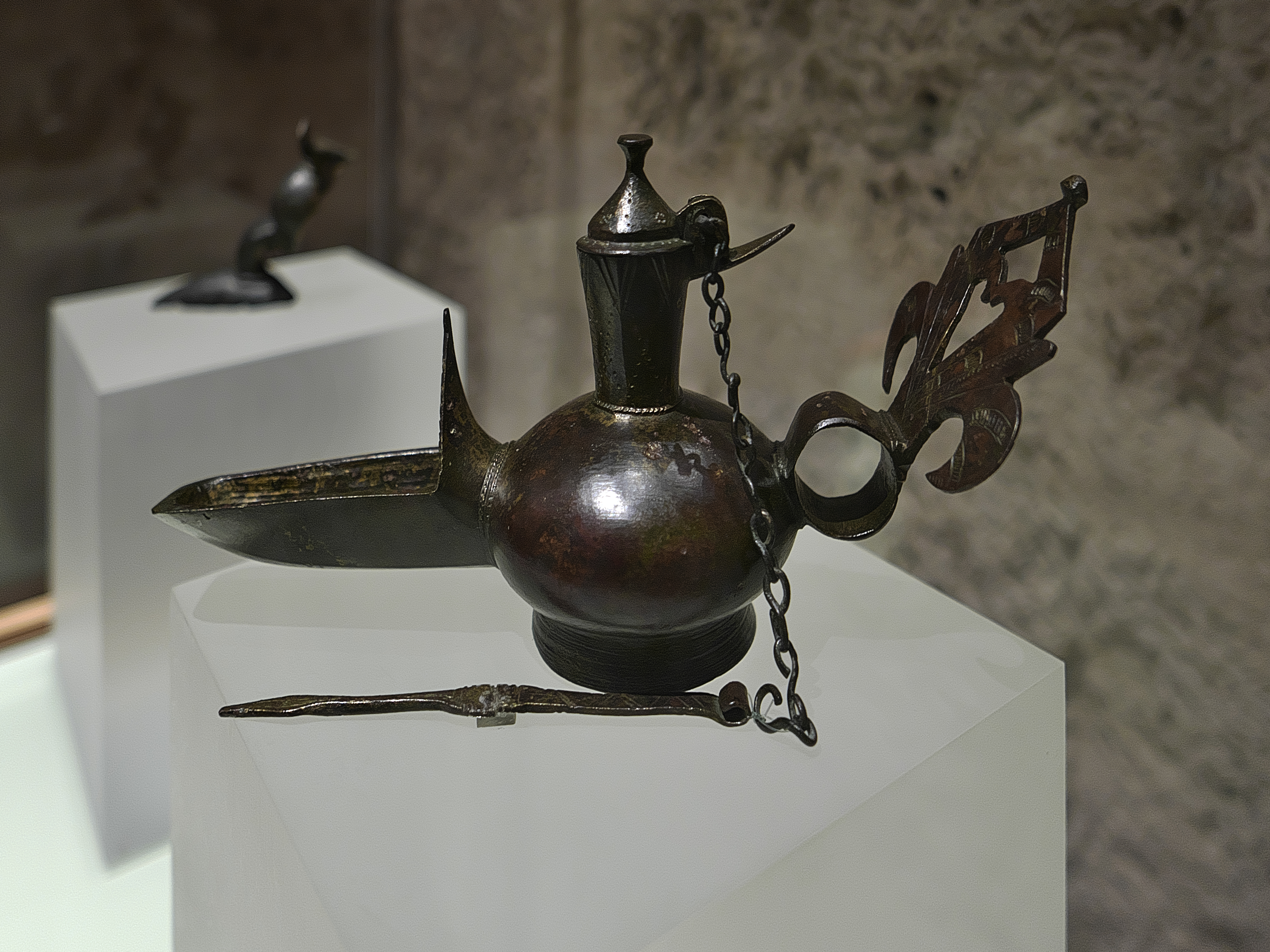
Lampe à huile, 925-1085, laiton doré et ciselé. Musée de l'Alhambra
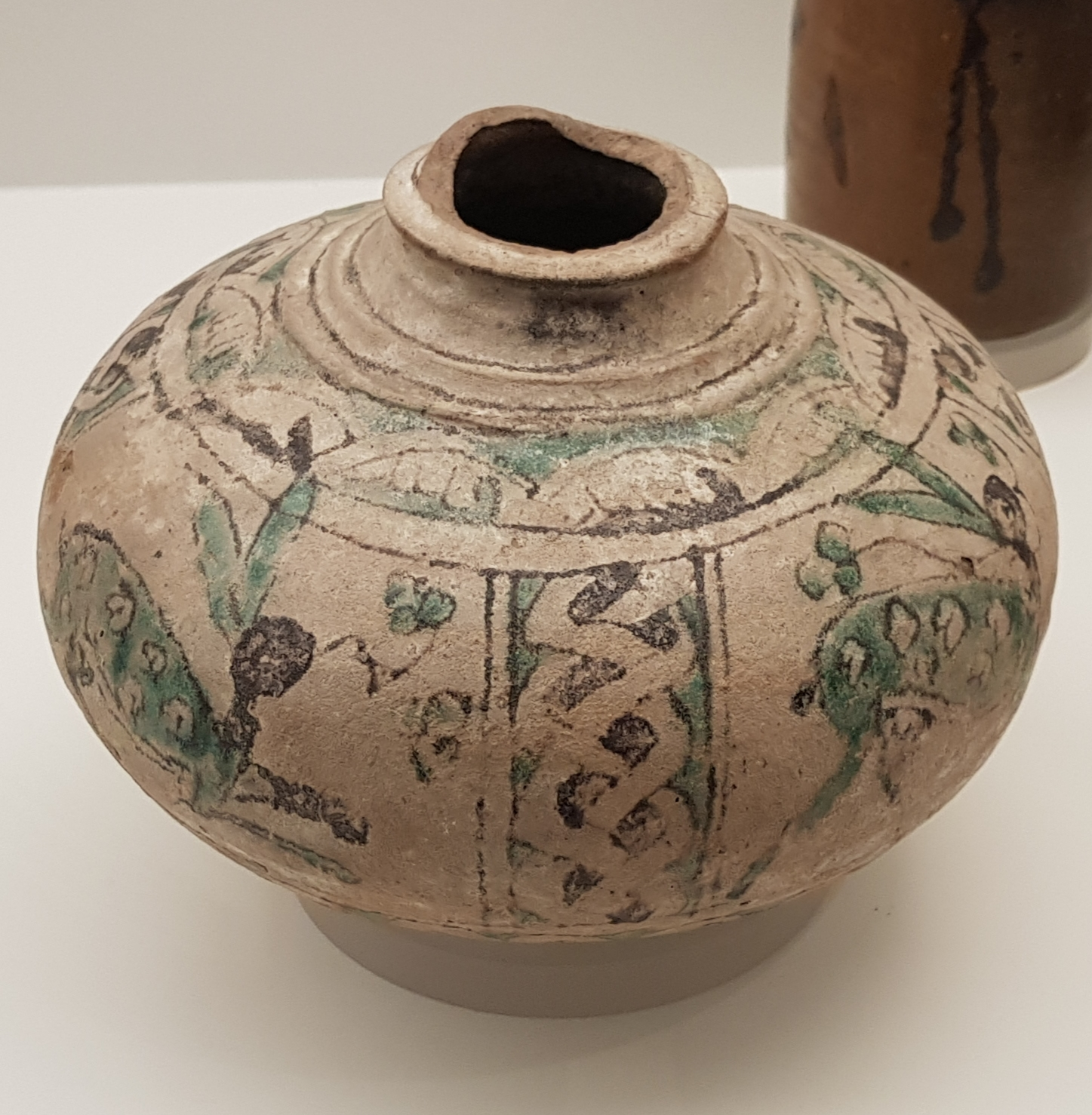
Vase aux lièvres, Xe s. Musée archéologique de Grenade

## Protection
Le site est listé comme Bien de Interés Cultural dans la catégorie de « Zona Arqueológica » depuis octobre 2004.